# Christopher Moresby
Sir Christopher Moresby of Scaleby and Windermere (* 1439; † 1499) war ein englischer Ritter.

## Leben
Christopher Moresby entstammte der Familie Moresby, die seit dem 13. Jahrhundert im Besitz mehrerer Güter in Cumberland und Westmorland war. Er war ein Sohn von Christopher Moresby und Margaret, die Besitzungen bei Scaleby und Windermere besaßen.
Während der Rosenkriege kämpfte Moresby für das Haus York 1461 bei der Zweiten Schlacht von St Albans und 1471 bei Barnet und Tewkesbury. Nach der Schlacht von Tewkesbury wurde er am 4. Mai als Knight Bachelor zum Ritter geschlagen.
Unter Eduard IV. war Moresby 1471 Sheriff von Cumberland und wurde vom König zwischen 1473 und 1481 dreimal mit Aufgaben als Commissioner of Peace in Cumberland und 1474 als Commissioner of Peace in Westmorland beauftragt.
Richard, Duke of Gloucester ernannte Moresby 1472 zum Steward of Penrith Castle, diese Position hatte er auch 1483, als Gloucester sich zum König erhob. Unter Richard III. diente Moresby als Commissioner in the West Marches 1484 und gehörte der Delegation bei den Verhandlungen mit den Gesandten aus Schottland im Dezember desselben Jahres an. Ferner war er 1483 dreimal als Commissioner of Peace in Cumberland und einmal als Commissioner of Peace in Westmorland zu diensten. 1485 gehörte er zum Heer des Königs in der Schlacht von Bosworth.
Trotz seiner bisherigen Unterstützung der Yorkisten übernahm Moresby auch unter dem neuen König Heinrich VII. zahlreiche Ämter. Bereits ab September 1485 wurde er wieder Commissioner of Peace in Westmorland, was er bis zu seinem Tod 1499 blieb. 1485, 1487 und 1495 diente er als Sheriff of Cumberland.

## Ehe und Nachkommen
Moresby hatte Elizabeth, eine Tochter von Sir Thomas Parr of Kendal geheiratet. Mit ihr hatte er eine Tochter:
- Anne Moresby ⚭ Sir James Pickering.